# Cinchona pubescens
Cinchona pubescens är en måreväxtart som beskrevs av Vahl. Cinchona pubescens ingår i släktet Cinchona och familjen måreväxter. Inga underarter finns listade i Catalogue of Life.